# 湖北球孢虫
湖北球孢虫（学名：Sphaerospora hupehensis）为球孢虫科球孢虫属的动物。在中国，分布于湖北等，营寄生生活，寄生在刺鰟鮍的鳃。
其种加词“hupehensis”意为“湖北的”。